# Väderstad
Väderstad – miejscowość (tätort) w Szwecji, w regionie administracyjnym (län) Östergötland, w gminie Mjölby.
Według danych Szwedzkiego Urzędu Statystycznego liczba ludności wyniosła: 573 (31 grudnia 2015), 586 (31 grudnia 2018) i 587 (31 grudnia 2019).
Mieści się tutaj siedziba producenta maszyn rolniczych Väderstad-Verken AB.